# Віковий дуб (Чернігів, вул. Василя Тарновського)
Вікови́й дуб — ботанічна пам'ятка природи місцевого значення в Україні. Розташована в місті Чернігів, поруч з вулицею Василя Тарновського (в парку «Мар'їн Гай»).
Площа 0,01 га. Статус присвоєно згідно з рішенням Чернігівського облвиконкому від 10.06.1972 року № 303; рішення від 27.12.1984 року № 454; рішення від 28.08.1989 року № 164. Перебуває у віданні: Чернігівське РБД «Зеленбуд».
Статус присвоєно для збереження одного екземпляра дуба віком 250 років.